# Кула Хусни Кошија
Кула Хусни Кошија (алб. Kulla e Hysni Koshit) је споменик културне баштине Косова и Метохије који се налази у Ђаковици. Овај споменик је категорије "архитектонске", означен је бројем E.K. 02 – 137/80.

## Историјат
Кула Хусни Кошија налази се у Ђаковици, близу следећих споменика: Месџида Шех Руждије, споменика Призренске Лиге, Куле Сулејман Вокшија, Куле Абдулах-паше Дренија. Објекат је изграђен крајем 19. века, 1870. године. Кулу су изградили локални албански мајстори и поседује посебне архитектонске карактеристике, представљајући посебну варијанту Метохије. Кула је изграђена од природног и изрезбареног камена различитих величина. На горњем спрату куле, прозори су облика полу-лука, док су у приземљу и на првом спрату четвртастог облика. Било је измена и у унутрашњости куле, а на спољашњости куле врло мало.